# Wilhelm Borchert
Pour les articles homonymes, voir Borchert.
Ernst Wilhelm Borchert, aussi Wilhelm Borchert, né le 13 mars 1907 à Rixdorf (Empire allemand) et mort le 1er juin 1990 à Berlin-Schöneberg (Allemagne), est un acteur allemand, également doubleur pour des livres audio et des films.

## Biographie
Après son graduat, Wilhelm Borchert étudie de 1926 à 1927 à la Reicherschen Hochschule für dramatische Kunst et obtient un diplôme d'acteur.
Pour son talent d'acteur, Borchert devient Staatsschauspieler (de) (acteur étatique) et membre honoraire du Staatliche Schauspielbühnen Berlin (de) en 1973. Il est également membre, jusqu'en 1976, de l'Akademie der Künste Berlin. Borchert impressionne également le public et les critiques dans des rôles de héros classiques et est le premier à jouer Woyzeck après la guerre.

## Théâtre
- 1948 : Ben Jonson (adaptation de Stefan Zweig) : Volpone (Sohn) – mise en scène de Willi Schmidt (Deutsche Theater Berlin)
- 1948 : William Shakespeare : Maß für Maß (Angelo) – mise en scène de Wolfgang Langhoff (Deutsches Theater Berlin – Kammerspiele)
- 1949 : Lion Feuchtwanger : Wahn à Boston (Mathers Schwager) – mise en scène de Wolfgang Kühne (Deutsches Theater Berlin – Kammerspiele)
- 1949 : Johann Wolfgang von Goethe : Faust I (Faust) – (Städtische Bühnen Magdeburg)
- 1949 : Gotthold Ephraim Lessing : Nathan der Weise (Tempelherr) – mise en scène de Gerda Müller (Deutsches Theater Berlin)
- 1949 : Johann Wolfgang von Goethe : Faust. Une tragédie (Faust. Eine Tragodie) (Faust) – mise en scène de Wolfgang Langhoff (Deutsches Theater Berlin)
- 1949 : Friedrich Wolf : Tai Yang erwacht (Führer der Revolutionäre) – mise en scène de Wolfgang Langhoff (Deutsches Theater Berlin) Film

## Cinéma
- 1941 : U-Boote westwärts! (de)
- 1943 : L'Éternelle Mélodie (Der ewige Klang)
- 1946 : Les assassins sont parmi nous (Die Mörder sind unter uns)
- 1949 : Schicksal aus zweiter Hand (de)
- 1953 : Le Désert vivant (Die Wüste lebt) : narration
- 1954 : Héros en blanc (Sauerbruch – Das war mein Leben)
- 1955 : Herr über Leben und Tod (de)
- 1955 : Dans tes bras (Jeder stirbt für sich allein) de Victor Vicas
- 1960 : La Peau d'un espion (Die Botschafterin)
- 1959 : Chiens, à vous de crever ! (Hunde, wollt ihr ewig leben) de Frank Wisbar
- 1965 : Willkommen in Altamont : William Rutledge (téléfilm)
- 1976 : Seul dans Berlin (Jeder stirbt für sich allein) de Alfred Vohrer
- 1988 : Le Petit Dinosaure et la Vallée des merveilles (In einem Land vor unserer Zeit) : narration

## Doublage
À côté du théâtre, Borchert a travaillé entre 1945 et 1989 en tant qu'acteur de doublage. Il a remplacé de nombreuses voix d'acteurs, dont :
- Eddie Albert (Le Brise-cœur)
- Martin Balsam (Frau mit Vergangenheit)
- Julian Beck (Poltergeist 2) (Révérend Henry Kane)
- Richard Burton (Cléopâtre et Le Jour le plus long)
- Gary Cooper (La Loi du Seigneur)
- Bing Crosby (Les Sept Voleurs de Chicago)
- José Ferrer (Ouragan sur le Caine)
- Mel Ferrer (Engel der Gejagten)
- Henry Fonda (Il était une fois dans l'Ouest et Mon nom est Personne)
- John Gielgud (Arthur)
- Alec Guinness (Star Wars et Le Pont de la rivière Kwaï)
- Rex Harrison (La Fière Créole)
- Charlton Heston (Ben-Hur et Les Dix Commandements)
- Trevor Howard (Le Banni des îles)
- Rock Hudson (Le Justicier impitoyable)
- Curd Jurgens (Téhéran 43)
- Alan Ladd (La Brigade héroïque)
- Burt Lancaster (Jugement à Nuremberg)
- James Mason (Prince Vaillant)
- Laurence Olivier (Les Souliers de saint Pierre et Le Choc des Titans de Desmond Davis)
- Peter O'Toole (Le Lion en hiver)
- Ronald Reagan (À bout portant)
- Edward G. Robinson (La Bande à César)
- Max von Sydow (La Plus Grande Histoire jamais contée)
- John Wayne (La Charge héroïque)
- Johnny Weissmuller (Tarzan et les Sirènes)
- Orson Welles (Les Racines du ciel)
- Richard Widmark (La Lance brisée).

## Récompenses et distinctions
- 1959 : German Film Awards : nomination au Film Award in Silver de la Meilleure performance d’un acteur dans un rôle de soutien pour Hunde, wollt ihr ewig leben
- 1976 : Berliner Kunstpreis